# Vásárosdombó
Vásárosdombó é um município da Hungria, situado no condado de Baranya. Tem 11,74 km² de área e sua população em 2019 foi estimada em 1.048 habitantes.